# Sambuca
 For alternative betydninger, se Sambuca (flertydig). (Se også artikler, som begynder med Sambuca)
Sambuca er et fabrikat af likør, som er fremstillet i Italien med smag af primært anis. Sambuca indgår i nogle cocktails.

## Fremstilling
Sambuca er en sød og stærk drik, med en meget rundere smag end andre typer anisdrikke. Tørrede frø fra stjerneanis, som er drikkens vigtigste smagsgiver, dampdestilleres sådan at smagsrige olier trækkes ud. Det tilsættes derefter en koncentreret sukkeropløsning og dessuden en krydderblanding som varierer efter producenten. Krydderblandingen holdes hemmelig. 
Sambuca produceres ofte med en alkoholprocent på 38-40, og har en klar farve. Der produceres desuden Sambuca med kaffe (Sambuca Nero), og derudover en række andre smagsvarianter, for eksempel æble, hindbær, blå mandarin, appelsin & mango og banan.

## Varianter

### Con Mosca
Sambuca med fluer (Mosca) eller kaffebønner, er den mest udbredte måden at nyde denne likør på. Der lægges tre brændte kaffebønner i glasset efter at man har hældt Sambuca i. De tre kaffebønner skal symbolisere helse, rigdom og lykke. Enkelte bruger kun én bønne i glasset. Man kan også tygge kaffebønnerne mens man nyder drikken.
Sambuca con Mosca kan også nydes Flambé og con ghiaccio (se nedenfor).

### Con ghiaccio (On the rocks)
Sambuca med isterninger er en frisk, sommerlig variant. Isen bidrager til at fremhæve likørens smag. Denne drikkes gerne også med kaffebønner i (Con Mosca).

### Con acqua
Sambuca kan nydes som en forfriskende kølig drik, ved at blande likøren med iskoldt vand. I modsætning til andre anis-drikke bliver Sambuca ikke mælkeagtig eller ”grumset”.

### Correzione per caffè
Sambuca benyttes ofte som smagstilsætning til kaffe.

### Flambé
Sambuca Flambé er en drik med et rituelt skær. Denne spektakulære måde at nyde Sambuca på består i at man hælder den i et rummeligt glas (et cognac- eller rødvinsglas), ryster glasset og derefter antænder dampen, for til slut at puste flammen ud, eller lægge hånden på glasset sådan at flammen slukker af sig selv. Dette kan også udføres med shotglas, men da uden rystning af glasset.
Sidstnævnte måde at slukke brændende Sambuca på indebærer en vis fare. Kokken Marco Pierre White blev i maj 2007 alvorligt skadet i hånden efter et mislykket forsøg på at slukke flammen. En endnu mere dristig variant er antændelse af Sambuca mens den er i munden, hvor flammen slukkes ved at man lukker munden.
Enkelte producenter, som Molinari, producerer Sambuca med en alkoholprocent på 40, blandt andet fordi den antændes lettere end de mange varianter med en alkoholprocent på 38.
Sambuca Flambé drikkes mens den er varm. Flamberingen giver drikken en rundere smag. Flambé kan kombineres med Con Mosca.

### Cocktails
Udover de førnævnte varianter, findes der en mængde cocktails som laves med Sambuca.